# Juris Doctor
Als Estats Units, Canadà i Puerto Rico, entre altres països, es denomina Juris Doctor al primer títol universitari en dret, que s'ofereix només a nivell de postgrau, comunament conegut com el J.D. Aquest és diferent del "Doctor en Lleis" (abreujat LL.D.) que sol ser un títol honorari.
Per ser admès a programes de juris doctor, cal haver completat els primers anys d'estudi universitari, coneguts en aquestes nacions com bachelor's degree (títol de grau o llicenciatura).
Mentre que en la majoria dels països de parla hispana els estudiants interessats a ser advocats poden iniciar aquesta carrera des de l'inici de la seva educació superior, als Estats Units, Canadà i Puerto Rico, només poden llicenciar-se en dret aquells que hagin completat el títol postgraduat de juris doctor.
L'ensenyament del Dret té les seves arrels en la història i l'estructura del sistema jurídic de la jurisdicció on es dona l'educació, per tant, una llicenciatura en Dret és molt diferent de país a país, per tant fer comparacions entre els graus és problemàtic. Això ha estat cert en el context de les diverses formes de la J.D. que s'han aplicat a tot el món.
Fins fa molt poc, només les escoles de dret als Estats Units oferien el Doctorat en Dret i J.D. A partir de 1997, però, les universitats d'altres països van començar a introduir-la, com un primer títol professional en dret, amb diferències apropiades per als sistemes jurídics dels països en què les escoles de dret estan situats.
La llei sorgeix la segona meitat del segle xix hi va haver una gran preocupació sobre la qualitat de l'educació legal als Estats Units. Christopher Columbus Langdell, que en aquell moment era degà de la Facultat de Dret de la Universitat Harvard (1870 - 1895), va dedicar la seva carrera a la reforma de l'educació legal als Estats Units. Els enfocaments didàctics que es van traduir van ser revolucionaris per a l'educació universitària i a poc a poc s'han dut a terme fora dels EUA.
Durant els primers temps de la independència Americana es va desconfiar d'aquest sector per ser liderat i monopolitzat per l'elit Anglesa o que havia estudiat en el continent tenint-ne afinitat ideològica.